# Solomon, Kansas
Solomon là một thành phố thuộc quận Dickinson, tiểu bang Kansas, Hoa Kỳ. Năm 2010, dân số của xã này là 1095 người.

## Dân số
Dân số các năm:
- Năm 2000: 1072 người
- Năm 2010: 1095 người